# NGC 5995
NGC 5995 (другие обозначения — MCG −2-40-4, NPM1G −13.0491, IRAS15456-1336, PGC 56081) — спиральная галактика (Sa) в созвездии Весы.
Галактика обладает активным ядром и относится к сейфертовским галактикам типа II
Этот объект входит в число перечисленных в оригинальной редакции «Нового общего каталога».